# Remigia collata
Remigia collata är en fjärilsart som beskrevs av Walker 1865. Remigia collata ingår i släktet Remigia och familjen nattflyn. Inga underarter finns listade.